# مینامی‌فورانو، هوکایدو
می‌نامی‌فورانو، هوکایدو (به لاتین: Minamifurano, Hokkaido) یک منطقهٔ مسکونی در ژاپن است که در Kamikawa Subprefecture واقع شده‌است. می‌نامی‌فورانو  ۲٬۸۹۶ نفر جمعیت دارد.